# Итапетининга (мезорегион)
Итапетининга (порт. Mesorregião de Itapetininga) — административно-статистический мезорегион в Бразилии, входит в штат Сан-Паулу. Население составляет 824 453 человека (на 2010 год). Площадь — 20 193,357 км². Плотность населения — 40,83 чел./км².

## Демография
Согласно сведениям, собранным в ходе переписи 2010 г. Национальным институтом географии и статистики (IBGE), население мезорегиона составляет:
| Полное население                            | Полное население                            | Полное население                            | Полное население                            | 824 453 |
| ------------------------------------------- | ------------------------------------------- | ------------------------------------------- | ------------------------------------------- | ------- |
| в том числе:                                | Городское население                         | 674 455                                     | Процент городского населения, %             | 81,81   |
|                                             | Сельское население                          | 149 998                                     | Процент сельского населения, %              | 18,19   |
|                                             | Мужское население                           | 414 027                                     | Процент мужского населения, %               | 50,22   |
|                                             | Женское население                           | 410 426                                     | Процент женского населения, %               | 49,78   |
| Плотность населения, чел/км²                | Плотность населения, чел/км²                | Плотность населения, чел/км²                | Плотность населения, чел/км²                | 40,83   |
| Население мезорегиона в % к населению штата | Население мезорегиона в % к населению штата | Население мезорегиона в % к населению штата | Население мезорегиона в % к населению штата | 2,00    |

## Статистика
- Валовой внутренний продукт на 2003 составляет 6 692 228 361,00 реалов (данные: Бразильский институт географии и статистики).
- Валовой внутренний продукт на душу населения на 2003 составляет 8492,80 реалов (данные: Бразильский институт географии и статистики).
- Индекс развития человеческого потенциала на 2000 составляет 0,755 (данные: Программа развития ООН).

## Состав мезорегиона
В мезорегион входят следующие микрорегионы:
1. Капан-Бониту
2. Итапетининга
3. Итапева
4. Татуи